# Décembre 1944
Les événements concernant la Seconde Guerre mondiale sont détaillés dans l'article Décembre 1944 (Seconde Guerre mondiale).

## Événements
- 1 décembre : Durant le massacre de Thiaroye, des troupes coloniales et gendarmes français ont tiré sur des tirailleurs sénégalais à la suite de leurs demandes d'indemnités.

- 3 décembre : les communistes déclenchent à Athènes une grève générale insurrectionnelle. Les troupes britanniques interviennent. Les « événements de décembre » (dekemvrianá) sont le prélude de la guerre civile grecque.

- 6 décembre :
  - un gouvernement à participation communiste est formé par le général Nicolae Rădescu en Roumanie.
  - Premier vol de l'intercepteur à réaction Heinkel He 162.

- 7 décembre :
  - Signature de la Convention de Chicago relative à l'Aviation Civile Internationale (OACI).
  - À Rome, l’état-major allié accepte de collaborer avec le Comité de libération nationale de Haute-Italie (CLNAI) lui fournissant armes et matériel pour protéger le potentiel économique de la région et d’y maintenir la loi jusqu’à l’arrivée des Alliés. Le gouvernement Bonomi délègue au CLNAI ses pouvoirs en zone occupée.

- 9 décembre : le Vatican reconnait le Gouvernement provisoire de la République française.

- 10 décembre : à Moscou, en présence de Staline et de de Gaulle, signature par Molotov et Bidault du pacte franco-soviétique.

- 14 décembre, France : nationalisation des Charbonnages du Nord-Pas-de-Calais.

- 16 décembre :
  - Dernier discours public et radiodiffusé de Benito Mussolini ;
  - Contre-offensive allemande dans les Ardennes (voir aussi Bataille de Saint-Vith). ;
  - Bombardement du cinéma Rex d'Anvers (le plus meurtrier de la Seconde Guerre mondiale impliquant un seul projectile) ;
  - Érection du Diocèse d'Edmundston au Nouveau-Brunswick.

- 17 décembre :
  - Massacre de Baugnez perpétré par la 1re Panzerdivision SS Leibstandarte-SS-Adolf Hitler.
  - Typhon Cobra en mer des Philippines jusqu'au lendemain, trois destroyers américains sont coulés, 790 morts.

- 19 décembre :
  - [1] : restauration de la souveraineté de l'Empire d'Éthiopie. Les accords de janvier 1941 et de décembre 1944 rendent à Hailé Sélassié le gouvernement de l’Éthiopie.
  - Le Monde : publication du premier numéro du journal.

- 22 décembre :
  - Võ Nguyên Giáp crée l’Armée populaire vietnamienne.
  - Hongrie : une Assemblée provisoire nationale s’installe à Debrecen et élit un gouvernement provisoire présidé par le général Béla Miklós de Dálnok.

- 28 décembre : conférence Churchill - de Gaulle sur les opérations militaires en cours dans l'Est de la France.

- 29 décembre : début du siège de Budapest

## Naissances
- 1er décembre :
  - Pierre Arditi, acteur français[2].
  - Eric Bloom, guitariste et chanteur américain du groupe Blue Öyster Cult.
  - Joe Nickell, investigateur du paranormal américain († 4 mars 2025).
- 4 décembre : Anna McGarrigle, auteure-compositrice-interprète.
- 11 décembre : Pierre Lepère, écrivain français († 18 novembre 2023).
- 12 décembre : Peter Goldring, homme d'affaires et homme politique.
- 13 décembre : Mahmoud Tounsi, écrivain et peintre tunisien († 12 avril 2001).
- 15 décembre : Michel Fuzellier, illustrateur et réalisateur de dessins animés français.
- 16 décembre :
  - John Abercrombie, guitariste de jazz américain.
  - Judy Sgro, femme politique fédérale canadienne.
- 17 décembre :
  - Luigi Lugiato, physicien italien.
  - Patrick Ollier, homme politique français, ancien président de l'Assemblée nationale.
  - Bernard Hill, acteur britannique († 5 mai 2024).
- 19 décembre :
  - Alvin Lee, guitariste de rock anglais.
  - Marcel Maes, coureur cycliste belge († 10 août 1997).
- 20 décembre : Essy Amara, homme politique et diplomate ivoirien († 7 avril 2025).
- 22 décembre : Jean-Claude Laprie, chercheur français
- 24 décembre :
  - Oswald Gracias, cardinal indien, archevêque de Bombay.
  - Daniel johnson Junior, premier ministre du Québec en 1994.
  - Dan Miller, premier ministre de la Colombie-Britannique par intérim.
- 31 décembre : Roy Cullen, homme politique canadien.

## Décès
- 5 décembre : Robert Smeaton White, journaliste et homme politique fédéral canadien.
- 13 décembre : Vassily Kandinsky, peintre.
- 19 décembre : Abbas II Hilmi (° 1874), Khédive d'Égypte de 1892 à 1914.
- 27 décembre :
  - Pierre Georges (colonel Fabien).
  - Peter Deunov, philosophe et théologien bulgare.